# Gyémántteknős
A gyémántteknős (Malaclemys terrapin) a hüllők (Reptilia) osztályának teknősök (Testudines) rendjébe, ezen belül a mocsáriteknős-félék (Emydidae) családjába tartozó faj.
A Malaclemys teknősnem egyetlen faja.

## Előfordulása
A gyémántteknős az Atlanti-óceán észak-amerikai partja mentén Massachusettstől a Mexikói-öbölig és Dél-Texasig sós és félsós vizekben található meg. Ennek a teknősfajnak az ember volt a fő ellensége. Ma már növekednek az állományszámok, mivel óvintézkedéseket foganatosítottak, és húsnyerés céljából már tenyésztik.

## Alfajai
- Malaclemys terrapin centrata (Latreille, 1802)
- Malaclemys terrapin littoralis (Hay, 1904)
- Malaclemys terrapin macrospilota (Hay, 1904)
- Malaclemys terrapin pileata (Wied-Neuwied, 1865)
- Malaclemys terrapin rhizophorarum (Fowler, 1906)
- Malaclemys terrapin tequesta (Schwartz, 1955)
- Malaclemys terrapin terrapin (Schoepf, 1793)

## Megjelenése
A hím hossza 10-14 centiméter, a nőstényé 15-23 centiméter. Testtömege 1 kilogramm is lehet. Hátpajzsa hátul szélesebb, mint elől, és koncentrikusan rovátkolt lemezekből áll. Színezete eltérő az azonos alfaj egyes egyedeinél. Egyes teknősök élénk rajzolatúak, sötét gyűrűkkel világosszürke vagy világosbarna alapon, mások egységesen sötétbarnák vagy teljesen feketék. A teknős mellvértje, feje és lábai szürkék, fekete pettyezéssel. Feje erős állcsontokkal és egyfajta szarucsőrrel rendelkezik, mely alkalmas a zsákmány feldarabolására. Hátsó lába erős, izmos, úszóhártyával ellátott. A gyors úszáshoz jól alkalmazkodott.
|  |  |

## Életmódja
A gyémántteknős magányosan él. Tápláléka halak, rákfélék és puhatestűek, valamint rovarok. Vadon mintegy 30, fogságban 50-70 évig él.

## Szaporodása
A nőstény 7 éves kortól, a hím valamivel később éri el az ivarérettséget. A párzási időszak kora tavasszal van. Egy fészekalj 4-18 fehér tojásból áll, a nagy, kifejlett nőstények évente ötször hoznak létre egy-egy fészekaljat. A kis teknősök hossza csupán 3 centiméter, amikor a tojásból kikelnek.

## Érdekességek
Ha a gyémántteknőst édesvízben tartják, bőrgombásodás lép fel rajta, amely eltűnik, amint a vízbe sót tesznek.
A XVIII. században a gyémántteknős a rabszolgák olcsó húsforrása volt. A XIX. században már csemegének tartották, és 1920 körül az ínyencek akár 120 dollárt is hajlandók voltak megadni egy tucat gyémántteknősért.
A gyémántteknős nőstényei még több évvel egyetlen megtermékenyítés után is tudnak életképes tojásokat rakni. Ez úgy lehetséges, hogy az élő spermát tárolják és egy későbbi időpontban felhasználják a tojások megtermékenyítésére.